# Даскалов, Георгий
Гео́ргий Ивано́в Даска́лов (болг. Георги Иванов Даскалов; 3 августа 1981, Благоевград, Болгария) — болгарский футболист, нападающий.

## Карьера

### Клубная
Воспитанник благоевградского футбола. На взрослом уровне выступал с 1999 года за болгарские клубы «Пирин», «Велбъжд» и «Беласица».
В Казахстане играл с 2008 года в команде «Иртыш» из Павлодара, также полгода провёл в талдыкорганском «Жетысу», но не смог там заиграть и вернулся в прежний клуб на правах свободного агента. В сезоне 2010 забил за «Иртыш» 15 мячей, из них 2 с пенальти, тем самым став лучшим бомбардиром команды. В январе 2012 года расторг контракт с «Иртышом» на взаимовыгодных условиях. И вскоре стал игроком «Актобе», подписав контракт на четыре месяца, до открытия летнего трансферного окна, если Даскалов проявит себя в клубе, то пойдет пролонгация соглашения ещё на полтора года. В итоге продление контракта не осуществилось.
После возвращения в Болгарию выступал в третьем дивизионе за "Пирин" (Благоевград) и "Германея" (Сапарева Баня).

### В сборной
Провёл за молодёжную сборную Болгарии 11 матчей.

## Достижения
- Бронзовый призёр чемпионата Казахстана: 2008, 2010